# Prinz-Eugen-Kaserne (München)
Die Prinz-Eugen-Kaserne, ursprünglich Lohengrin-Kaserne genannt, war eine Kaserne in München im Stadtteil Bogenhausen. Sie war bis zu deren Umzug nach Ingolstadt Standort der Pionierschule und Fachschule des Heeres für Bautechnik. Auf dem ehemaligen Areal der Kaserne ist seit 2017 der Prinz-Eugen-Park entstanden, ein Wohngebiet mit etwa 1.800 Wohnungen sowie ergänzender Infrastruktur.

## Lage
Die Kaserne lag in der Südostecke des Stadtteils Oberföhring im Münchner Stadtbezirk 13 Bogenhausen an der Cosimastraße gegenüber der Einmündung der Lohengrinstraße, der sie ihren Alternativnamen verdankte. Die gelegentliche Bezeichnung als „Englschalkinger Kaserne“ ist dagegen irreführend, da die Kaserne zwar im Osten und Süden an Englschalking grenzte, aber nicht in diesem Stadtteil lag.

## Geschichte
Die Kaserne wurde 1938 als Nachrichtenkaserne für die Luftwaffe der Wehrmacht erbaut. Sie hieß ursprünglich Lohengrinkaserne, nach einer nahegelegenen gleichnamigen Straße. Architekt der Anlage war Viktor Freymadl. Nach dem Zweiten Weltkrieg wurde sie von den US-amerikanischen Besatzungstruppen übernommen und in Peterson Kaserne umbenannt. Sie diente zeitweise als Lager für Displaced Persons.
Nach der Übernahme durch die Bundeswehr wurde in der Kaserne im Juli 1956 eine „Truppenschule Pioniere“ eingerichtet. Ihren letzten Namen erhielt die Kaserne 1964 nach Prinz Eugen. Die dortige Schule für Pioniere trug ab 1966 die Zusatzbezeichnung „Akademie des Heeres für Ingenieurbau“ und ab 1971 den Namen „Pionierschule und Fachschule des Heeres für Bautechnik“. Letzte Bauten auf dem Areal wurden 1976 fertiggestellt. Wegen anschließend mangelnder Kapazitäten wurde 1976 die Ausbildung der Unteroffiziere in die Münchner Funkkaserne verlagert.
Ab 2001 begann die Planung für die Verlegung der Pionierausbildung. Nach Eröffnung des neuen Standortes in Ingolstadt schloss die Ausbildungsstätte in München im Januar 2009, seit Ende März 2009 ist das Areal wieder in ziviler Hand. In der Zeit des Bestehens der Pionierschule in München wurden dort insgesamt 238.000 Angehörige der Bundeswehr ausgebildet.

## Areal und heutiges Wohngebiet
Das ehemalige Kasernenareal umfasst 29,7 Hektar. Nach Abriss der militärischen Bauten sollten dort ab 2011 1600 Wohnungen entstehen. Vom Abriss der Gebäude sind das Schwimm- und Tauchbecken und vorübergehend auch die Sporthalle ausgenommen. Mittlerweile wurde auch die Sporthalle abgerissen. Der vorhandene Baumbestand soll weitestgehend erhalten bleiben.
Als Infrastruktureinrichtungen sind eine Grundschule und ein Altenheim geplant. Auch die Errichtung eines Alten- und Servicezentrums ist angedacht. 2017 eröffnete die Ruth-Drexel-Grundschule.
Nach einem ersten Wettbewerb wurden fünf Architekturbüros mit weiteren Planungen beauftragt. Im März 2010 wurde der Siegerentwurf bekanntgegeben und die erfolgreiche Arbeitsgemeinschaft GSP Architekten Grüner + Schnell + Partner mit Rainer Schmidt Landschaftsarchitekten mit der weiteren Überarbeitung ihres Entwurfs beauftragt.
Im Zuge des steigenden Wohnungsbedarfs in München wurde die Zahl der projektierten Wohneinheiten im Prinz-Eugen-Park im Jahr 2012 von zunächst geplanten 1.600 auf 1.800 erhöht. Diese und die ergänzenden Infrastruktureinrichtungen sollen auf dem knapp 30 ha großen Gelände gut 4.000 Menschen ein neues Zuhause bieten. Das Wohnungsangebot im Prinz-Eugen-Park reicht von freifinanzierten Wohnungen, Miet- und Eigentumswohnungen im sog. „München Modell“, Sozialmietwohnungen und Wohnungen im Konzeptionellen Mietwohnungsbau bis zu Wohnformen für unterschiedliche Altersschichten, Genossenschaftliches Wohnen sowie Flächen für Baugemeinschaften.
Im Westen an der Cosimastraße sieht der städtebauliche Entwurf eine urbanere Bebauung vor, die das Quartier von der Straße abschirmt. Im Osten anschließend sind kompakte Wohncluster mit z. T. geringerer Geschosszahl in die parkartige Landschaft der ehemaligen Kaserne eingebettet. Zwei Erschließungsstraßen verbinden die Teile des Areals miteinander und mit den beiden Zufahrten von der Cosimastraße her. Durch ein Netz von Rad- und Fußwegen wird das Quartier zusätzlich erschlossen. An den öffentlichen Nahverkehr ist der Prinz-Eugen-Park an der gleichnamigen Straßenbahnhaltestelle angebunden.
Mit 570 Wohnungen wird die ökologische Mustersiedlung im Prinz-Eugen-Park zur größten zusammenhängenden Holzbausiedlung Deutschlands. In Holzhybridbauweise erstellt, können etwa 13.000 Tonnen Kohlendioxid langfristig gespeichert werden. Ein Mindestanteil an nachwachsenden Rohstoffen wird verbaut sein. Darüber hinaus muss nachgewiesen sein, dass diese Rohstoffe bestimmten ökologischen Zertifikaten entsprechen, oder sie entweder in Deutschland, aber maximal 400 Kilometer vom Bauplatz entfernt geerntet wurden.